# 藥物解毒
藥物解毒（英語：Drug detoxification，非正式也可稱為detox）是針對藥物產生的身體依賴、藥物戒斷的過程和經歷、以及急性藥物過量等所採取的各種干預手段。
針對身體依賴的解毒計劃不一定可把成癮、社會因素和心理成癮，或與成癮混雜，產生複雜行為問題的根本原因予以解決。

## 處理過程
美國衛生及公眾服務部（HHS）所承認的藥物解毒過程，包含如下三個階段：
1. 評估：在開始實施解毒之前，[3]先會測試患者，以查看當前其血液中所含有的特定物質和數量。臨床醫生（英语：Clinician）還會評估患者是否罹患潛在的共病症及精神/行為問題。[4]
2. 穩定：患者在這個階段會被引導完成解毒流程。可能會使用藥物治療，也有不使用藥物的情況，但使用藥物治療的流程較常見。此外，在這個穩定流程實施時，會向患者解釋預計的治療結果，以及復原過程。在適當的情況下，會邀請與患者關係密切的人參與，給予患者支持。
3. 引導病進人治療：流程的最後階段是讓病人為確實參與康復過程做好準備。因為藥物解毒只能處理患者身體依賴和藥物成癮的問題，並不能處理患者心裡層次的事。在此階段就要取得患者同意，透過參加藥物戒除（英语：Drug rehabilitation）計畫來完成這項過程。

## 快速解毒
所謂快速解毒的原則是在服用重度鎮靜劑的同時，加上服用鴉片類藥物拮抗劑。這種方法成本高昂、無效、而且危險性很高。快速解毒和超快速解毒方法在處理鴉片類藥物戒斷症狀方面被研究過，並非標準的醫療排毒方案。

## 詞源
“解毒”的概念來自喬治·E·佩迪（George E. Pettey）
等人所創聲名狼藉的自體毒素（autotoxin）理論。美國藥物政策及向毒品宣戰專家大衛·F·穆斯託（生1936年，卒2010年）說，“根據佩迪的說法，鴉片類藥物會刺激腸道產生毒素，繼而產生與毒素相關的生理戒斷效應。[...] 因此，治療方法包括清除體內的毒素和任何可能殘留的嗎啡，以避免這些物質將來產生毒素。”

## 快速解毒所生的爭議
批評者聲稱那曲酮療法缺乏長期療效，實際上可能會對患者的長期康復不利，這種批評引起爭議。此外，由於快速排毒流程造成數起死亡案例，人們對於這類療法的倫理和安全性方面也提出許多問題。
一些研究人員表示，在反覆解毒期間或是之後，因為復發，患者利用注射攝取非法鴉片類藥物，可能會導致與受管制物質使用相關的傷害，例如藥物過量、感染和死亡。